# HD170054
HD170054 — хімічно пекулярна зоря спектрального класу B7, що має видиму зоряну величину в смузі V приблизно  8,2.
Вона  розташована на відстані близько 771,1 світлових років від Сонця.

## Пекулярний хімічний склад
Зоряна атмосфера HD170054 має підвищений вміст 
Si
.